# Велика Планина
Велика Планина (словен. Velika Planina) — поселення в общині Камник, Осреднєсловенський регіон, Словенія. Висота над рівнем моря: 1611,3 м.